# Ania Ruiz
Ania Ruiz (Arroyo, 11 luglio 1982) è una pallavolista portoricana.
Gioca nel ruolo di schiacciatrice e opposto nelle Llaneras de Toa Baja.

## Carriera

### Club
La carriera di Ania Ruiz inizia nel campionato 1999, quando debutta nella Liga de Voleibol Superior Femenino con le Leonas de Ponce. In seguito si reca per motivi di studio negli Stati Uniti d'America, partecipando alla NCAA Division I dal 2000 al 2003 con la CSU Fresno; durante questo periodo però ritorna a Porto Rico, disputando la LVSF 2002 e la LVSF 2003 con le Vaqueras de Bayamón.
Al termine della carriera universitaria, torna stabilmente in patria, giocando per tre annate con le Llaneras de Toa Baja, per poi militare in seguito per due campionati nelle Divas de Aguadilla; nella stagione 2007-08 gioca per la prima volta in Europa, approdando nella Superliga Femenina de Voleibol spagnola, dove difende i colori del JAV Olímpico, di Las Palmas de Gran Canaria.
Nella stagione 2010 rientra in Porto Rico, vestendo la maglia delle Lancheras de Cataño per due annate, che lascia nella stagione 2012 quando fa ritorno alle Llaneras de Toa Baja, che lascia poche settimane dopo l'inizio del torneo, approdando alle Gigantes de Carolina, salvo poi completare l'annata con le Mets de Guaynabo. Nei due campionati seguenti fa prima ritorno alle Vaqueras de Bayamón, poi alle Lancheras de Cataño.
Dopo un'annata di inattività, nella stagione 2016 torna in campo con le Capitalinas de San Juan, difendendo i colori della franchigia capitolina per due annate. Nella Liga de Voleibol Superior Femenino 2019 veste per la terza volta in carriera la maglia delle Llaneras de Toa Baja

### Nazionale
Nel 2008 fa il suo esordio nella nazionale portoricana, con la quale vince un anno più tardi la medaglia di bronzo alla Coppa panamericana e quella d'argento al campionato nordamericano. Successivamente conquista la medaglia di bronzo al campionato nordamericano 2013.

## Palmarès

### Nazionale (competizioni minori)
- Coppa panamericana 2009